# 피델 카스트로
피델 알레한드로 카스트로 루스(스페인어: Fidel Alejandro Castro Ruz ( audio), 문화어: 피델 까스뜨로 루쓰, 1926년 8월 13일 ~ 2016년 11월 25일)는 쿠바의 인권 변호사, 노동운동가, 군인이자 공산주의 혁명가이다. 라틴아메리카의 혁명 지도자로서 1959년부터 1976년까지 쿠바의 총리를 지내고, 1976년부터는 국가평의회 의장을 지내다가 2008년 2월에 동생 라울 카스트로에게 의장직을 물려주며 2선으로 물러났다.
또한 피델 카스트로는 쿠바에 정치적, 경제적 영향력을 행사하는 미국과 이에 친미적인 풀헨시오 바티스타 독재 정권에 강력히 반대하는 반정부 인사였다. 1953년에 그는 몽카다(Moncada) 병영을 습격하였으나 실패하여 체포되었으며, 재판을 받고 투옥되었다가 나중에 풀려났다. 또한 그는 멕시코로 망명하여 당시 바티스타 정권을 전복시킬 혁명군을 조직하여 훈련했고, 1956년 12월에 체 게바라, 라울 카스트로와 함께 쿠바 혁명군을 이끌고 이끌고 혁명을 실행했다.
피델 카스트로는 쿠바 혁명으로 바티스타 독재정권을 전복시킨 이후 쿠바의 총리가 되었다. 1965년 그는 쿠바 공산당 제 1서기가 되었으며 이와 함께 쿠바는 라틴아메리카 최초의 공산주의 국가가 되었다. 1976년 그는 각료 회의 의장과 더불어 국가평의회 의장에 취임하였다. 또 쿠바 혁명군의 최고위 군사직인 "코만단테 엔 헤페(Comandante en Jefe, 최고 사령관)"에 스스로 오르며 쿠바를 50여년간 직무를 수행하였다. 이후 피델 카스트로는 장출혈로 수술을 받는 등 고령으로 인한 건강악화를 이유로 2006년 친동생 라울 카스트로에게 국가원수직을 물려줄 뜻을 밝혔으며, 2008년에는 의장직이나 최고 사령관직을 수락할 생각이 없음을 공식 발표했다. 이에 따라 2008년 2월에는 라울 카스트로는 후임 국가평의회 의장직을 승계받았다. 2011년 4월 20일, 피델 카스트로는 마지막으로 갖고 있던 공식 직함이었던 쿠바 공산당 제1서기직을 라울 카스트로에게 승계하여 제 1서기직에서 퇴임하였다. 피델 카스트로는 세계에서 가장 오래 집권한 독재자(52년 2개월 혹은 49년 5일)로 기네스북에 올랐다.

## 생애

### 1926년 ~ 1945년
피델 카스트로는 1926년 앙헬 카스트로 아시스라는 농부의 아들로 태어났다. 그의 아버지 앙헬 카스트로 아시스는 스페인의 북서지방 갈리시아에서 쿠바로 이주했다. 그의 아버지는 농장에서 도면 설계 노동자로 일했다. 1895년에 그는 쿠바의 독립을 위해 에스파냐군에 맞써 독립운동을 했다. 쿠바를 장악하고 있던 에스파냐군을 몰아내기 위해 그의 아버지는 1898년 미국의 손을 들어 에스파냐군을 몰아냈다. 1902년 쿠바 공화국이 선포되었다 그러나 쿠바의 완전한 독립은 실패하고 미국이 다시 쿠바를 점령, 친미정부를 두어 사실상 식민지배 하에 들어갔다. 이 말은 곧 미국이 쿠바의 경제 및 정치-사회적인 모든 면을 지배하게 되었단 뜻이다. 그는 모든 것에 은퇴하고 쿠바의 바이렌에서 농장을 만들어 사탕 수수를 재배하는 농부의 삶으로 돌아갔다.
앙헬 카스트로는 마리아 루이사와 결혼을 하여 두 딸을 낳았지만, 관계가 틀어져 이혼을 하였다. 가정부였던 리나 루스 곤살레스라는 여자와 재혼을 하여 세 명의 아들과 네 명의 딸을 낳았다.
피델 카스트로는 1926년 8월 13일 리나 루스 곤살레스와 앙헬 카스트로 사이에서 태어난 세 번째 자녀이다. 당시 리나와 앙헬 카스트로는 피델의 성을 누구의 성을 따를지에 말다툼이 심했었는데 결국 승부를 보지못해 이름을 '피델 카스트로 루스'로 불리었다. 그러나 피델은 자신의 아버지의 행적을 더욱 더 존경하여 자신의 이름을 칭할 때 피델 카스트로 루스라고까지 소개하지 않았고 간편하게 피델 또는 피델 카스트로라고 소개했다고 한다. 유년기에 형제들과 함께 가정교사의 집에 의탁한 피델은 피델을 맡은 가정교사가 카스트로의 집에서 보내오는 생활비를 횡령하면서 불우한 시절을 보내야 했다. 피델 카스트로는 8살에 가톨릭 교회에 입교했지만 결국 나중에 무신론자가 되었다. 그와 형제인 라울 카스트로는 피델 카스트로는 당시 가톨릭 학교에 다닐적에 기독교에 대한 신념을 포기했다고 종종 말을 했다고 전해진다. 피델 카스트로는 세례를 거부하여 가톨릭 학교에 적응하지 못하였고, 쿠바의 산티아고에 있는 라살 기숙학교에 전학을 가게된다. 하지만 그는 종종 학교에서 문제를 일으켰었다. 결국 라살 기숙학교에서 퇴학을 당한 피델 카스트로는 예수회에서 운영하는 돌로레스 학교에 가게된다. 1945년에 그는 쿠바 하바나에서 더 유명한 예수회에서 운영하는 엘 콜레히오 드 벨렌로 학교로 전학을 오게된다. 그는 벨렌로 학교에서 수영, 등산, 탁구, 육상, 농구, 야구를 포함해서 여러 스포츠에 능했지만 학문적으로 뛰어나지는 않았다.

### 1945년 ~ 1947년

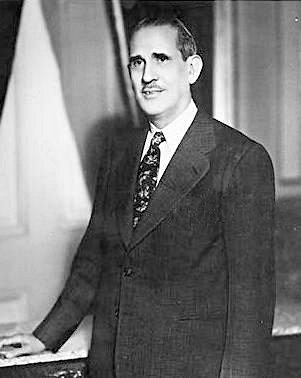
라우는 쿠바의 10대 대통령이며, 쿠바의 경제를 악화시켰고 부정부패를 만연하게 만든 장본인으로 판단되고 있다.

피델 카스트로는 후반에 법에 흥미를 가지고 변호사가 되겠다는 꿈을 가진다. 그는 벨렌로 학교에서 높은 성적을 받고, 아바나 대학교를 입학하여 법학을 공부하였다. 그는 우연히 쿠바 정권에 항의하는 학생 운동에 연루되어 학생 운동의 배후자로 지목받았다. 그는 라몬 정권에 의해 학생 운동의 대표자로 찍혀, 라몬의 정치적 패거리들에게 시달려야했으며 라몬의 그러한 학생 운동 탄압은 피델 카스트로가 더욱 더 학생 운동에 관심을 갖게 하는 결과를 불러일으켰다. 그러나 쿠바 대학가들의 학생 운동의 문화는 당시 쿠바에서 유명하던 갱스터들과의 문화와 같았고, 학생 운동 자체 내에서도 부패가 많았다. 그렇기 때문에 부패한 학생 운동은 라몬 정권에 대항하기에 역부족이었으며 결국 실패한다. 물론 이 당시에는 피델 카스트로가 학생 운동에 본격적으로 참여하지 않았을 때였다. 1946년 대학생의 연맹 회장이 된 피델 카스트로는 앞으로 대학의 학생 운동 문화를 반부패적이고 청렴한 문화로 이끌어 가겠다고 다짐했으며, 라몬 정부의 친미적 태도, 미국의 제국주의적 태도를 신랄하게 비판하며, 푸에토리코의 자주독립을 위해 국제적인 학생 운동 조직을 만들어냈다.

MSR은 피델 카스트로가 몽카다 병영을 습격하기 직전 M-26-7이라고 개칭하였다.

그는 학생 운동 도중에 사회주의라는 것에 경도 되었는데 당시 라몬&라우의 정부의 친미적 태도를 신랄하게 비판해오던 좌익 단체인 쿠바의 사회주의 혁명 운동(Movimiento Socialista Revolucionaria - MSR) 세력과 반정부 혁명 연합(Insurrecional Revolucionaria - UIR) 그리고 당시 쿠바의 사회당이었던 (PSP Partido Socialista)을 알게되어 그들과 연합을 하여 거대한 국제적인 좌익 학생 운동의 조직망을 갖추었다. 후에 카스트로는 여러 신문의 첫 페이지에서 중요한 자리를 차지하였고 1946년 11월의 주제에 관한 공개 연설을 신문사에 전달 라몬&라우의 정권의 부패와 폭력을 전국적으로 알리었고 그것은 좌익 학생 운동에 있어서 중요한 일이되었다. 이 때문에 피델 카스트로는 안으로나 겉으로나 부패한 라몬&라우를 지지하지 않았던 쿠바 국민에 의해 큰 지지를 얻게 되었고, 한편으로 그렇게 사회주의 학생 운동을 하면서 법에 대한 공부를 게을리하지 않았다.
이에 라몬&라우 정권은 경찰의 힘으로 학생 운동의 임원을 전원 체포하는 등 쿠바의 유명한 갱 지도자 포섭하고 고용 후 갱스터를 이용해 학생 운동가들을 모조리 청소하는 등 압제적인 모습을 모이게 된다. 이에 카스트로는 곧 정치 무대를 떠나 음지에 숨거나, 우익 갱스터에 의해 암살당하는 인물로 취급당하였다. 또한 실제로 카스트로는 갱스터들에게 편지로 협박을 받아야만 했다. 하지만 피델 카스트로는 도망가지 않고 오히려 강경하게 대응하여 자신을 따르는 좌익 학생 운동가들을 무장시켜 자신을 둘러싼 위협에 포기하지 않았다. 그 때부터 학생 운동가의 의장이었던 피델 카스트로는 본격적으로 폭력투쟁에 참여하게 된다. 후에 정치권에서는 피델 카스트로를 추종하는 세력을 집중적으로 검토하도록 정책을 바꾸었고 그 중에 피델 카스트로의 추종자들인 주요 인사는 UIR의 중견 간부였던 라이오넬 고메즈, MSR의 지도자 마놀로와 쿠바의 경찰국장인 오스카 페르난데즈의 포함되었다. 하지만 그들은 증거 부족으로 체포를 받지 않았다.

### 1947년 ~ 1948년
1947년 6월에 피델 카스트로는 도미니카 공화국을 해방시킬 계획을 세운다. 도미니카의 극우에 속했던 대통령인 라파엘 트루히요는 카리브 해에서 억압과 착취를 일삼는 독재자로 간주되어 있었다. 그는 도미니카 공화국을 시찰하려온 감사관들을 암살하고 고문, 폭력 및 비밀 경찰을 동행하여 반체제 인사들을 닥치는 대로 죽이는 등 혹한의 독재자로 평가받고 있었다. 그는 또한 아이티에서온 3만의 가난한 이민자들을 살해한 악독한 살인마였다. 이에 카스트로 무거운 평론가되었다. 트루히요의 정권은 피델 카스트로의 행위가 곧 도미니카 인민들의 민주주의 의식을 증폭시켜 폭력 투쟁을 부를 것임을 알고 있었다. 피델 카스트로는 얼마안가 도미니카 공화국의 민주주의의 상징으로 여겨졌으며 도미니카 좌익성향의 대학위원회의 국제의장으로 승격하였다. 라파엘 트루히요는 곧 폭동이 일어날 것을 두려워하여 쿠바 정부군과 연합을 하여 피델 카스트로의 혁명군대를 제압하는등 반정부 투쟁의 사전적 원인을 뿌리뽑으려 했다. 당시 피델 카스트로의 도미니카 해방에 참여한 도미니카 공화국의 인민은 약 1,200명이었으며 그들에 의한 쿠바 혁명군 편입은 1947년 7월 29일에 실시되었다. 그러나 도미니카 공화국은 미국과 정보 협약을 맺어 피델 카스트로의 혁명군의 위험 요인에서부터 모두 철저한 방어를 했다. 때문에 피델 카스트로의 혁명군은 작전을 실행에 옮기기도 전에 실패하였으며, 대부분의 멤버들은 도미니카 정부군에 의해 검거되었다. 피델 카스트로는 해안에서 수영으로 도미니카 정부군을 피하는등 가까스로 검거에서 피했다.
"나는 그당시 도미니카 공화국의 인민들의 투쟁에 합류할 것을 약속했었다. 나는 도미니카 정부 경찰의 총과 트루히요 정부의 폭압적인 권력도 도미니카 인민들의 투쟁을 멈출 수 없을 것이라고 생각했다. 당시 도미니카의 인민들은 전체적인 혁명을 원했었다. 나는 나의 혁명적 경험을 되살려 도미니카 인민의 혁명을 도왔다. 나는 그 당시 여전히 마르크스주의자였으며, 호세 마르티의 정신을 이었다. 그리고 나와 함께하는 젊은 이들은 반제국주의적이며 반식민주의적이고 민주주의를 열망했었다. 당시 우익 군사정부 속에서 착취당한 것을 감안하면 당연한 생각이었다."

1948년 변호사 시험에 합격한 피델 카스트로는 같은 해부터 도미니카 공화국에서 쫓겨난 이민자들의 생존권 및 주거권 침탈에 대한 변호를 무료로 해주면서 사회적 경험을 쌓는다.

### 1948년 ~ 1950년

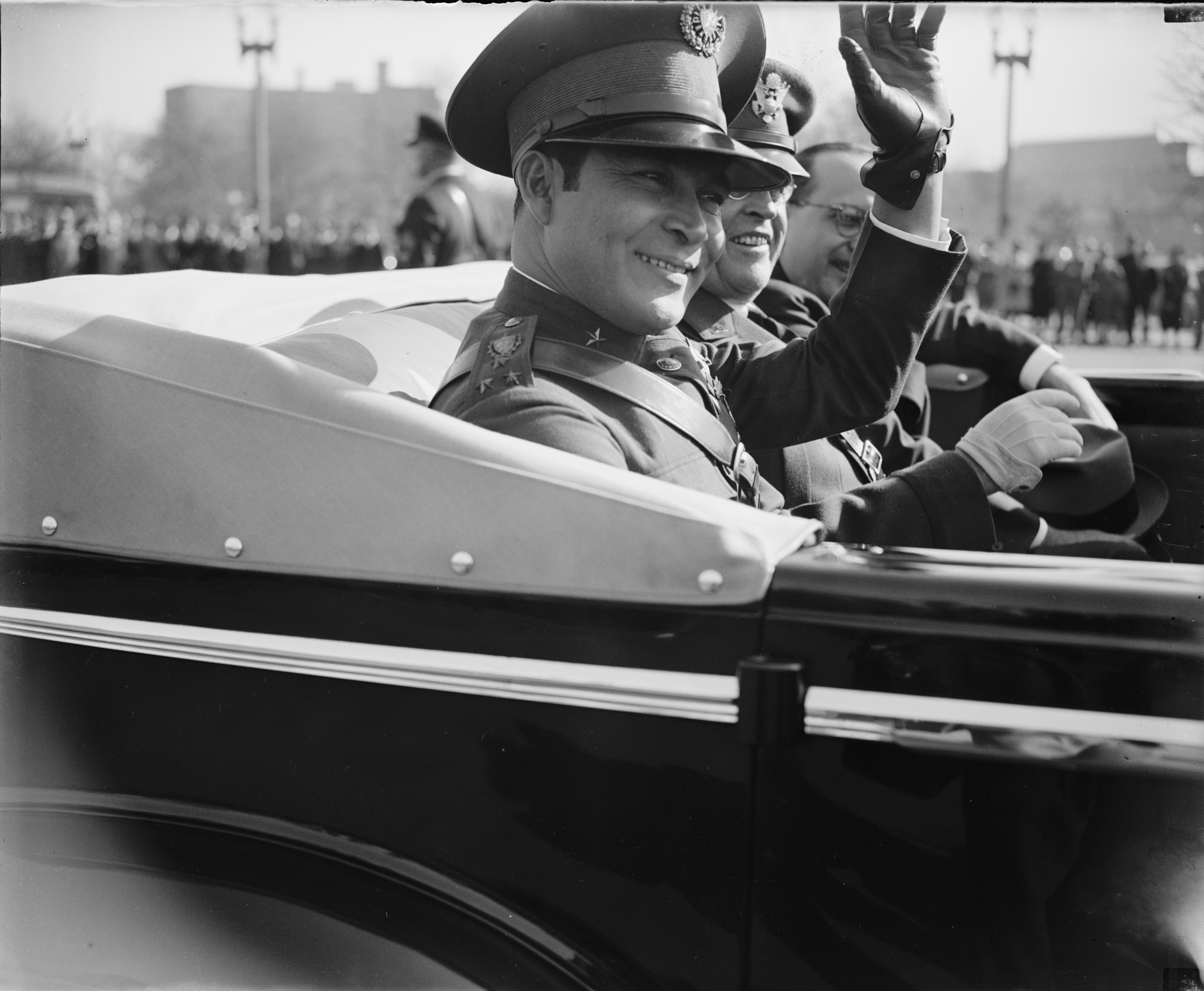
장군 풀헨시오 바티스타와 미군의 관리 두명이 있다. 바티스타는 1940년에서 1944년 간 대통령이었으며 쿠바의 경제를 크게 회복한 인물로 알려져 명성이 높았으며, 후에 쿠데타를 일으켜 1952년 정권을 잡는다.

도미니카의 일과 중남미의 좌익 자유지상주의계의 혁명군과의 일을 마치고 피델 카스트로는 쿠바로 돌아오면서 곳곳의 학생 운동을 지원하며 완전히 눈에 잘띄는 인물로 알려지게 되었다. 그는 1948년에 마르타 디아스 발라트와 혼인을 맺었다. 피델 카스트로는 마르타의 아버지로부터 신혼 여행 비용 약 수 만 달러를 받았다. 그의 혼인은 후에 피델 카스트로이 정적이고 최고의 라이벌이었던 장군 풀헨시오 바티스타도 축하금 1,000달러를 주면서 축하할 만큼 전 쿠바인들에게는 환영받을 일이기도 하였다. 마르타와 피델 카스트로는 약 3개월 간 뉴욕에서 신혼 여행을 하였다.
신혼 여행 이후 피델 카스트로는 다시 쿠바의 정치-사회 영역에 참여하기 시작한다. 당시 피델 카스트로 말고도 다른 좌파적 이념을 표방하는 단체가 있었다. 대표적으로,바로 쿠바의 사회주의 세력이었던 '인민정통파(Partido Ortodoxo)'였다. 이 파는 피델 카스트로의 MSR과 이념이 거의 같았으며, 좌파 민족주의적이었고 사회주의적이었으나 MSR과 단일화를 하지 않는 단체였다. 피델 카스트로 자신은 인민정통파보다 더 합리적이고 중도좌파적이라고 생각했지만, 쿠바 인민들은 오히려 피델 카스트로를 인민정통파에 비해 혁명적이고 더 좌파적이며 그 때문에 정책 실현관계에 있어서 위험성이 크다고 판단했다. 때문에 피델 카스트로의 단체인 MSR은 큰 지지를 받지 못했고 그 대신 인민정통파는 더 큰 세력을 확보하고있었다.
인민정통파의 영향력은 후일에 1952년 6월 피델 카스트로가 영향력에 못이겨 정식적으로 정치권에 들어가지 못하는 이유가 되기도 했다. 하지만 그는 한편으로도 인민정통파를 지지하고 있었다. 그리고 피델 카스트로가 인민정통파를 지지함으로써 피델 카스트로의 지지자와 인민정통파의 지지자는 단일화되었고, 그간 쿠바 우익 정부의 비민주적 폭정, 경제발전의 후퇴는 충분히 인민정통파에게 큰 힘을 주었다. 때문에 1950년 인민정통파는 다수당이 되었으며, 실질적으로 쿠바에서 큰 영향력을 행사할 수 있었다.

### 1952년 ~ 1953년

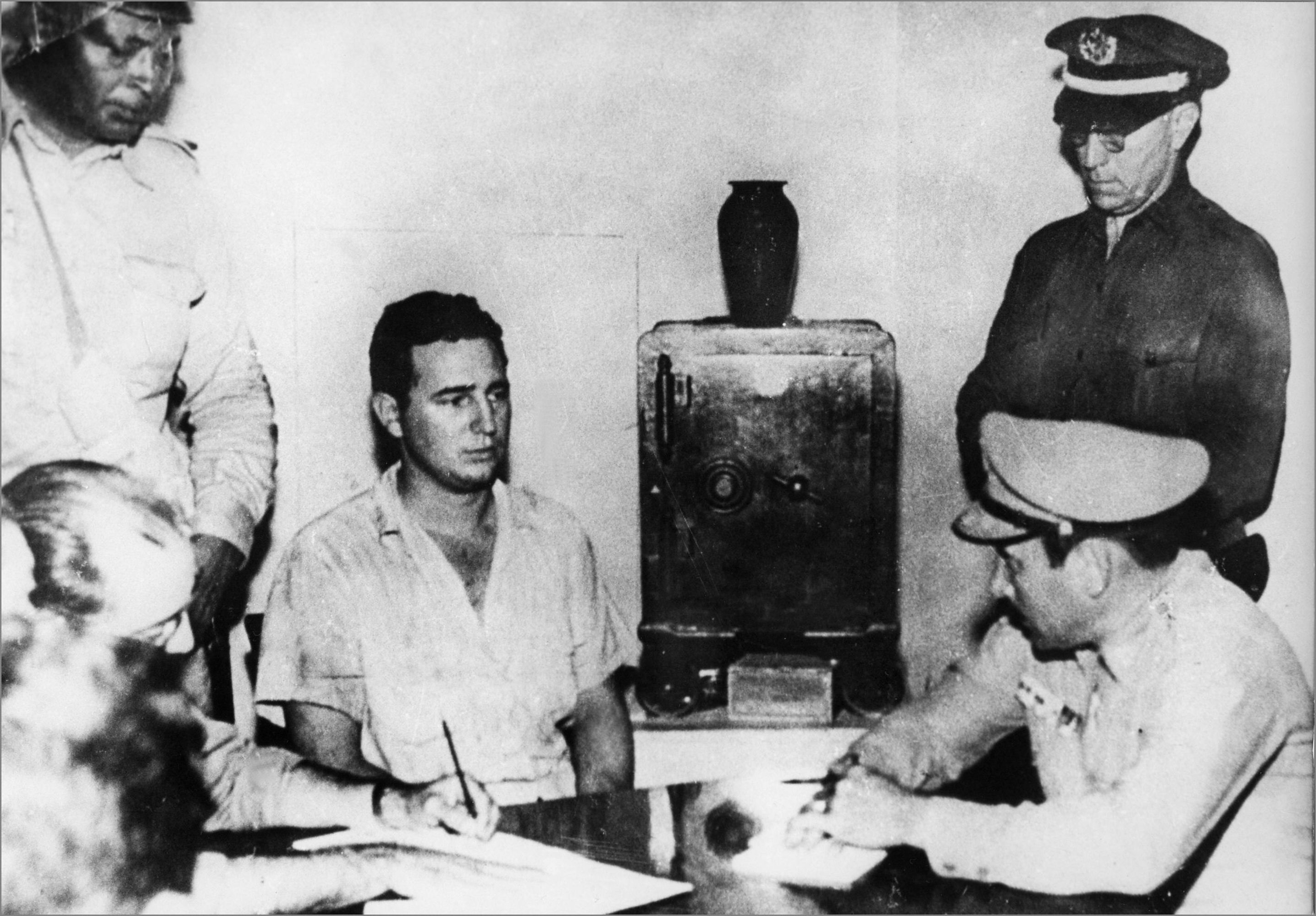
몽카다 병영 습격이 실패하고나서 체포 된 피델 카스트로

인민정통파가 다수당이 되면서 인민정통파를 지원한 피델 카스트로는 민주적인 절차 하에 정치권에 들어갈 수 있다고 생각하였다. 그러나 MSR과 인민정통파는 오래가지 못했다. 1952년 3월에 풀헨시오 바티스타가 군사 쿠데타를 일으켜 쿠바의 11대 대통령인 카를로스 프리오 소카라스를 죽이고 혁명 정부를 세워 대통령이 되었기 때문이다. 풀헨시오 바티스타는 급진주의자이기도 하면서도 친미주의적이며, 반공주의적이었다. 때문에 이에 맞써 피델 카스트로를 비롯한 좌파민족주의자들은 풀헨시오 바티스타에 대항하기 시작한다. 일단 피델 카스트로에 있어서 풀헨시오 바티스타에 대항하는 명분은 충분했다. 맑스레닌주의자인 피델 카스트로는 역시 반공주의를 따르는 바티스타를 적으로 둘 수 밖에 없었으며 더욱더 명백한 사실은 피델 카스트로는 반미 좌파민족주의자였기 때문이다.
피델 카스트로는 바티스타 집권기 도중에 바티스타의 도덕적 문제를 비판해왔고 그가 세운 장관들의 파렴치한 일상, 그리고 바티스타 정부가 노동조합을 탄압하기 때문에 역시 노동조합건도 들고 나왔다. 하지만 이 방법은 후에 바티스타 정부에 의해 내용이 와전되거나 무산되어 여론 형성이 불가능하게 되거나 설사 여론형성이 됐다 하더라도 바티스타 정부에서 이에 대한 논거를 부적합하게 판단, 강제 해산시켰다. 이 때문에 피델 카스트로는 인민정통파에 무력봉기를 일으키자고 제안하지만, 인민정통파는 비폭력저항을 고수하고 있었다. 인민정통파의 비폭력 저항은 효과가 없을 것이라고 판단한 피델 카스트로와 그를 따르는 MSR은 곳곳에서 무장봉기를 일으킬 준비에 착수한다. 그들은 쿠바의 한 라디오 방송국을 접수하여 정식적으로 폭력혁명론을 따를 것을 공표하였으며, 1953년 7월 26일 몽카다 병역을 습격했다. 당시 피델 카스트로는 몽카다 병영을 습격하기 전 MSR 대원들에게 연설을 한 것으로 알려져있다.
MSR대원 여러분, 이 전투에서 우리가 승리하냐 패배하냐 그것이 중요한 것이 아닙니다. 우리의 행동은 후일 쿠바 인민들의 혁명적인 마음을 일깨워줄 하나의 구심점이 될 것입니다. 그렇게 된다면 저의 가슴속에 있는 영원한 동지 호세 마르티의 못다한 열망을 이룰 수 있는 첫 번째 길이 열리는 것입니다. 이 말은 우리가 이 전투에서 죽음을 불사하면 쿠바 인민들이 강대국의 억압과 착취에 희생당하는 삶을 더 이상 살지 않아도 되는 세상이 오는 첫 걸음 된다는 것 입니다. 그렇습니다. 우리는 쿠바 인민을 위해 희생해야 하며 혁명의 깃발을 들어야합니다. 강대국의 제국주의 억압을 이기고 완전한 자유를 얻기 위해 우리가 죽음으로써 첫 번째 행동을 합시다!

그러나 이 공격은 바티스타 독재정권을 종식시킬만한 커다란 행위가 되지는 못했다. 몽카다 병영 습격에 실패한 MSR대원들은 모두 체포되었으며 그중 피델 카스트로도 포함되어 있었다. 그러나 이 사건으로 인해 피델 카스트로는 쿠바 민족주의자들의 지지를 받게된다. 당시 체포 된 피델 카스트로는 변호사 출신이었기 때문에 자체 변호를 할 수 있었다.
내가 당신들에게 경고를 하겠다. 나를 체포한 것은 시작일 뿐이다. 너희들이 내 심장에 총구멍을 낸다 하더라도 조국, 정의로움, 인류에 대한 나의 사랑은 끝나지 않을 것이다. 잘 들어라, 너희들은 진실을 가리기 위해 온갖 더러운 수단을 쓸 것이지만, 나는 꼭 너희들의 더러운 역사를 낱낱히 파헤쳐 세상에 알릴 것이다. 너희들이 날 방해하고 이 비좁은 공간에 가둘 수록 내 혁명적 마음을 더 살아날 것이며, 너희들이 나를 침묵시키려 노력할수록 쿠바 인민들의 혁명적 동기는 더욱더 타오를 것이다. 또한 너희들이 수작을 해서 나와 전 대원들의 숭고한 정신을 왜곡시켜 내가 당장은 비난의 대상이 된다 하더라도 그것은 중요한 것도 아니며 역사가 나를 무죄로 하리라.

이외에 피델 카스트로의 노선을 따르는 단체도 생기게 되었는데 대표적으로 인민정통파의 핵심 당원중 한명이었던 가르시아 라파엘 교수가 창단한 국립혁명전선(약칭, MNR)도 있었다. 이렇듯이 MSR의 폭력혁명노선을 추구하는 여러 반란군 단체들이 증가하게 된다. 특히 반란군들은 쿠바의 병원을 점령하여 자체 의료시설을 구축해 부상당한 동료를 의사들을 인질로 삼아 치료시키는 등 여러 가지 방법으로 반군 활동을 하였다. 바티스타는 이들에 대한 완벽한 탄압 계획을 구상하게 되었고, 결국 이 작전엔 성공해 숲속에 잠복하고 있던 122명의 반란군들이 모두 산티에고 북쪽의 수용소에 갇히게 된다.

### 1954년 ~ 1961년

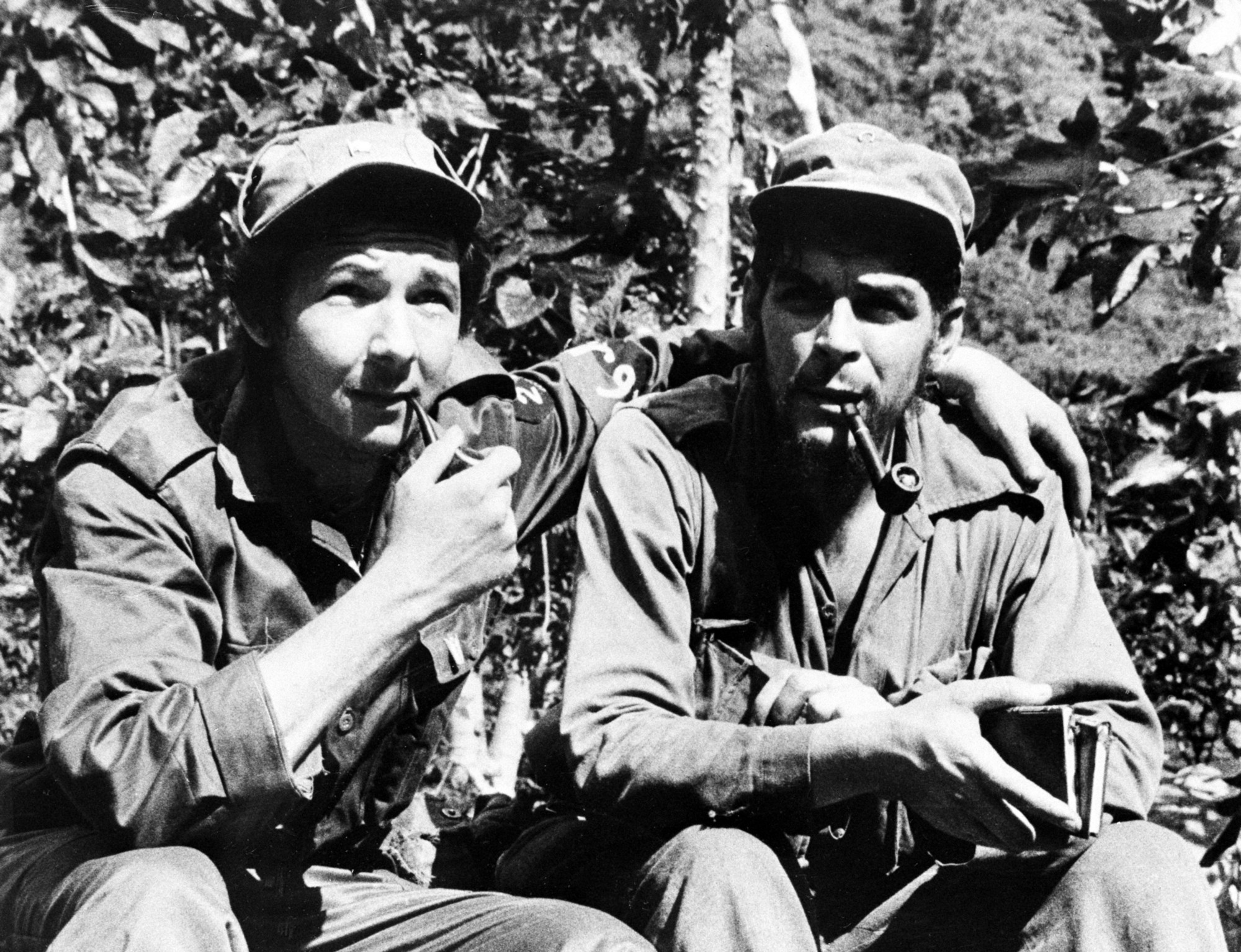
좌측은 피델 카스트로의 동생인 라울 카스트로이며, 우측은 카스트로의 정치적 동지인 체 게바라이다.

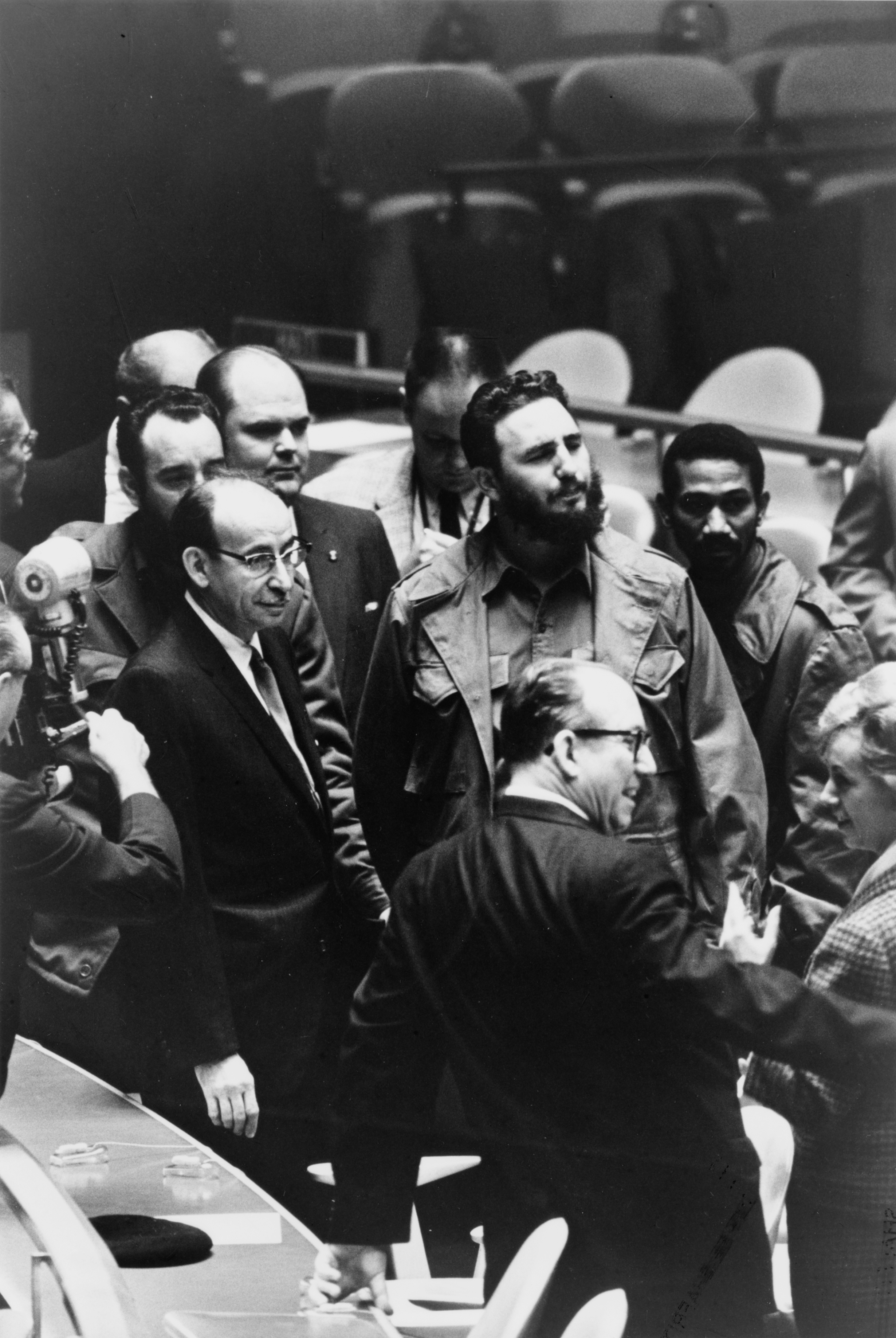
유엔 총회에서 (1960년)

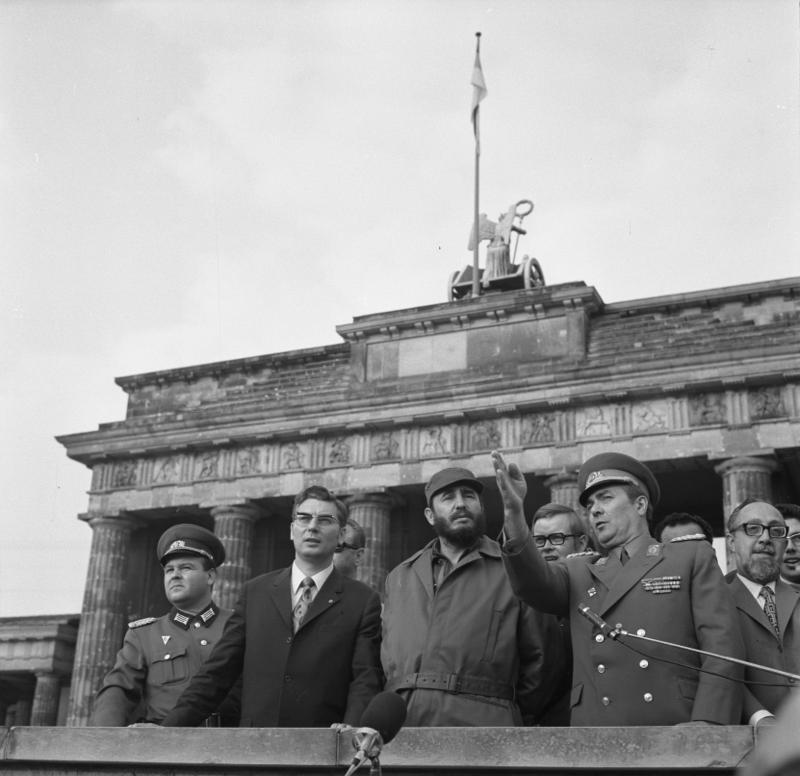
동독을 방문한 카스트로 (1972년)

그가 산티에고 감옥에서 수감 생활을 하던 도중, 피델 카스트로 수감에 분노한 쿠바 민중들이 관공서, 경찰서 등을 습격하였으며, 대대적으로 파업과 학생 운동이 거세졌다. 쿠바의 경제난이 심각해지고 있는 가운데, 풀헨시오 바티스타는 결국 피델 카스트로가 산티에고 감옥에서 약 2년 째 있던 해에 특별 사면을 한다. 감옥에서 나온 피델 카스트로는, 남미쪽을 순방하여 동료들을 모을 것을 다짐하고 1955년 멕시코로 망명한다. 그리고 그곳에서 같은 해 7월달에 혁명 동지인 체 게바라를 처음으로 만나게 된다. 이곳에서도 쿠바의 바티스타 정권을 뒤엎고 혁명을 일으키기 위한 혁명 과제를 게을리하지 않았다. 그러나, 이러한 소식은 풀헨시오 바티스타의 귀에도 들어가게 되었고, 결국 멕시코에 피델 카스트로 체포 요청을 하여 피델 카스트로는 멕시코에서 수감생활을 하게 된다. 그러나 멕시코의 혁명주의자중 한 명이었던 라사로 카르데나스의 도움으로 얼마지나지 않아 사면을 받아 다시 나오게 된다. 1955년에서 1956년까지 피델 카스트로는 멕시코에서 혹독한 게릴라 훈련을 받고, 게릴라 전술을 탐독했다.
그는 중남미, 쿠바에서 망명한 사회주의자 및 좌파민족주의자들을 모아 약 800명의 혁명무력을 모으게 된다. 이 과정에서 쿠바 민중들의 지지를 얻어 금전적 도움을 받아 군사를 유지할 수 있었다. 그리고 1956년 그란마 함선을 타고, 쿠바에 상륙, 바티스타 정부군과 내전을 치루었다. 바티스타 정부의 공군 때문에, 상륙 도중 거의 대부분의 병사를 잃었지만, 상륙한 후 밀림으로 들어가 게릴라전을 펼치며 마을 단위로 민중의 지지를 받는데 성공함으로써, 쿠바 혁명무력의 수는 급증하였다. 이에 위기감을 느낀 바티스타는 쿠바 혁명무력에 비해 월등한 장비를 갖춘 대대급(17보병대대) 규모의 병사들을 파견하지만, 쿠바 혁명무력은 수적 열세임에도 불구하고, 바티스타 정부군을 별 탈 없이 해치웠다. 피델 카스트로의 혁명무력은 쿠바 내에서 게릴라 기지를 구축하기 위해 비교적 산세가 험한 시에라 마에스트라에 기지를 구축하였다. 그리고 피델 카스트로의 혁명무력은 주기적으로 도시에 혁명에 참가하자는 전단지를 돌리면서 혁명무력 병사들의 수를 증가시켰다.
1958년 후반기쯤 그 동안 쿠바는 경제난으로 인해 바티스타 정부는 신뢰를 잃었고, 대다수의 쿠바 민중들은 피델 카스트로의 혁명무력에 가담했다. 이렇게 되어 전세가 완전히 기울자 풀헨시오 바티스타는 도미니카 공화국으로 망명을 하였고, 1959년 1월 1일 쿠바 혁명이 완수되었다. 피델 카스트로는 쿠바 통일사회당을 앞세워 일당제 체제를 구축하고, 마르크스주의에 근거하여 국가를 통치하기 시작한다.
정권을 잡은 피델 카스트로는 1959년부터 본격적으로 사회주의 정책을 실현하기에 이르렀고, 은행의 금리가 동결되고 고리대금업자가 소각되는 한편, 미국과 연관된 사유기업 산업체들을 강제적으로 국유화한다. 이는 미국이 쿠바를 경제 봉쇄하는 이유가 되었다. "또한 당시 쿠바 내 스페인의 잔재였던 가톨릭 교회를 모두 철거한다(물론 공산주의 특성상 종교는 인정하지 않는 국가무신론 체제를 지향하기도 한다)"라면서 카스트로가 쿠바의 가톨릭교회를 탄압했다는 설명도 있지만, 카스트로는 공산주의자로서 가톨릭교회를 존중했다. 공산주의자들이 해야 할 사회적 약자 배려를 가톨릭교회에서는 아무런 대가없이 한다고, 공산주의자들은 가톨릭교회의 사회선교를 보고 배우라 했다.
사회주의 정책으로는 약 79%의 산업체를 국유화함으로 사회주의 경제 체제를 완고히 다졌다. 한편, 자발적 민중 혁명으로 공산주의 국가가 되었던 쿠바는 소련의 관심을 받게되었고, 소련은 그런 쿠바에 대한 지원을 아끼지 않았다(실제로 1980년대까지 소련은 쿠바의 농산물을 약 90% 높은 가격으로 수입했었고, 석유는 70% 정도 낮은 가격으로 쿠바에 수출했었다).
이 마르크스주의화 과정에서 불만을 느낀 국민들은 보트피플이 되어, 대부분 멕시코, 미국으로 망명을 하였다. 또한, 공산주의 국가인 쿠바를 적대적으로 일관했던 미국은 1961년 약 1,500명의 쿠바 망명자들로 특수부대를 구성하였고, 그 특수부대들을 피그스만 침공에 파견했다. 그러나 피그스만 침공이 계획되는 과정에 소련 국가보안위원회에게 기밀이 유출되면서 당시 소련과 밀접한 관계를 맺고 있었던 피델 카스트로는 미국의 피그스만 침공 계획을 미리 알게된다. 때문에 피그스만 침공은 실패했으며, 이 사건은 미국이 국제적 망신을 당하는 큰 사건이된다.

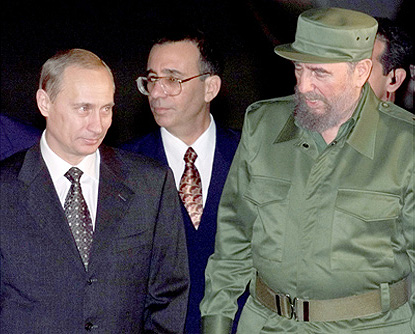
쿠바를 방문한 블라디미르 푸틴 러시아 대통령과 함께 (2000년)

### 1976년 ~ 2008년

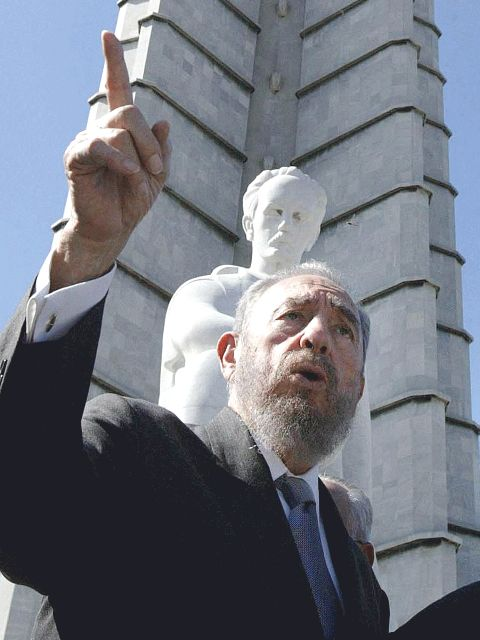
쿠바의 국민적 영웅 호세 마르티의 동상 앞에서 (2003년)

피델 카스트로는 1976년 쿠바의 최고 권력자 자리에 오르게 된다. 그전 까지는 총리에 불과했으나, 정식적으로 쿠바 국가평의회 최고인민의장으로 선출된 것이다. 그러나, 그는 여타 다른 공산주의 국가의 지도자들과 다르게, 개인 숭배를 일체 하지 않았다. 아무래도 이 부분에서는 피델 카스트로는 풀헨시오 바티스타 정권 기간 개인 숭배를 자행한 바티스타와 동일시되고 싶지 않았던 것으로 간주된다. 사회주의화가 완성된 1963년에서 1980년대까지는 남미의 어느 국가들 보다도 뒤지지 않는 경제력을 과시해왔지만 동구권이 붕괴하고 미국의 경제 봉쇄가 악화되면서 1980년대 경제가 심하게 악화된다.
1975년부터 앙골라 내전에 군대를 파견했다. 1989년, 마약밀수 등 반역행위로 앙골라 내전에서 활약한 아르날도 오초아 장군과 3명의 장교들이 사형되고 내무부 고위관료 등 협력자들이 중형을 선고 받으면서 국내외적으로 큰 반향을 일으켰다. 그리고 1991년 소련이 붕괴하면서 쿠바는 패닉 상태에 빠졌고, 미국의 경제 봉쇄가 날로 심해지는 가운데, 피델 카스트로는 자립경제체제, 순환형 사회를 구축하기에 이르렀다. 그리고 유럽, 남미, 아프리카의 자본주의 국가들과도 협의하여 외교 전략을 구사하는데 그 결과 쿠바의 경제 수준은 어느정도 회복이 되었고, 전체적으로 봤을 때 약소국이지만, 경제난에도 불구하고 여러 복지 제도를 심도있게 유지하고 개선하여 긍정적인 평가를 얻었다.
그는 1976년에서 2005년 쿠바의 최고 지도자로 머물고 있다가 2006년 7월 건강 악화로 정계에서 은퇴하였고, 동생인 라울 카스트로가 권력을 대행하였다.

### 2008년 ~ 말년

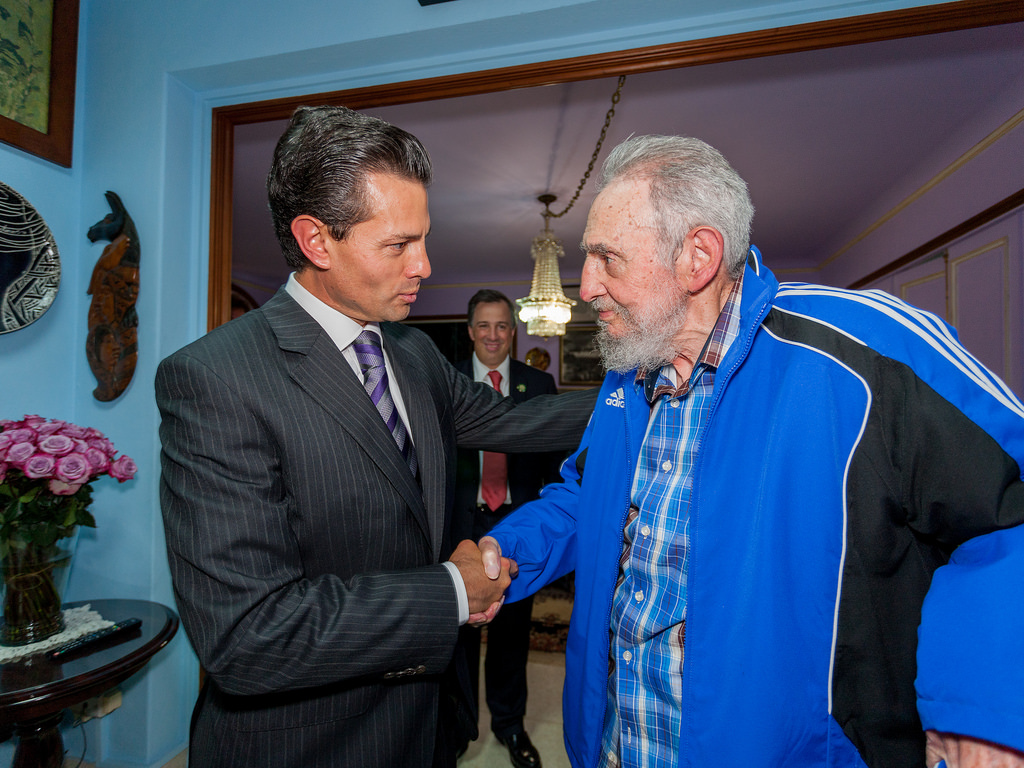
엔리케 페냐 니에토 멕시코 대통령과 함께 (2014년). 카스트로는 정계 은퇴 후에도 지속적으로 정치와 세계 정세에 관련되었다.

정계 은퇴 후 외신은 피델 카스트로가 게실염으로 투병하고 있다고 보도했다. 하지만, 쿠바 정부는 이를 부인했다. 은퇴 후에도 카스트로는 칼럼을 쓰고, 트위터를 통해서 쿠바 인민들과 교류했다고 한다.
그는 재임기간 동안 남미 여러국가들의 반미성향을 띈 반정부세력이나 민족주의를 표방한 좌파세력들을 지원하여 남미의 좌파들에게 영웅으로 추앙받는다.

### 사망
쿠바 국영 방송은 카스트로가 90세의 나이로 사망했다고 현지 시간 2016년 11월 25일 자정 직후에 발표했다. 사인은 바로 발표되지 않았다. 형인 피델 카스트로에게 쿠바 국가평의회 의장직을 물려받은 라울 카스트로는 피델 카스트로가 현지시간 22시 29분에 사망했다고 발표했다. 피델 카스트로의 시신은 11월 26일 화장되었다.

## 일설

### 꾸준한 암살 위협
미국의 CIA는 피델 카스트로의 독재가 미국에 위협이 된다는 판단에 따라 카스트로의 암살을 꾸준히 계획, 시도했다. 카스트로가 집권한 48년동안 무려 638건의 암살을 시도해왔으나, 모두 실패했다. 그 중에는 담배에 독을 묻혀 독살하거나, 카스트로가 자주 마시던 밀크쉐이크에 독약을 타거나, 연인관계를 가장한 여성을 매수하여 암살을 시도하는 등 방법과 종류도 다양했다. 카스트로는 자신과 닮은 사람을 행사에 내보내거나, 20여곳의 은신처를 만들어 지내는 등 다양한 방법을 통해 암살 시도를 피해갔다. 후에 카스트로는 "내 생애 최고의 업적은 수많은 암살 시도에도 살아남은 것"이라고 회고하기도 했다.

### 에이브러햄 링컨존경
피델 카스트로는 반미주의자였지만 그는 에이브러햄 링컨 전 미국 대통령을 존경하며, 한때 에이브러햄 링컨의 영묘에 방문한 적도 있었다. 또한 미국이 왜곡된 정보로 자신을 공격할 때 "미국인들은 에이브러햄 링컨의 숭고한 정신과 거리가 멀다."라고 말한 적도 있다.

### 가톨릭교회 존중
카스트로는 공산주의자로서 가톨릭교회를 존중했다. 공산주의자들이 해야 할 사회적 약자 배려를 가톨릭교회에서는 아무런 대가없이 한다고, 공산주의자들은 가톨릭교회의 사회선교를 보고 배우라 했다. 특히 1995년 쿠바를 방문한 요한 바오로 2세를 접견한 자리에서는 그에게 큰 감명을 받았으며, 잠시 냉담을 풀 것을 고민할 정도였다고 회고했다.

## 기타
- 1960년 유엔 총회에 처음으로 참석해 4시간 29분간 연설하며 국제 사회 데뷔식을 치렀다. 당시 카스트로는 호텔에서 닭과 함께 생활해 또 다른 이야깃거리를 남겼다.
- 넬슨 만델라, 아고스티뉴 네투, 우고 차베스와 절친한 사이로 알려져있다.
- 대한민국의 천안함 침몰 사건은 일본의 주일미군 철폐 여론을 되돌리려는 미국의 자작극이라고 발표했다.
- 조선민주주의인민공화국에게 대한민국을 향한 전쟁 도발 행위에 대해 자제를 촉구했다.[35]

## 이력
- 1953년 쿠바 산티아고데쿠바 몽카다 군 병영 습격, 실패
- 1955년 멕시코 망명, 바티스타 타도 계획 수립
- 1956년 시에라마에스트라에서 게릴라전 전개
- 1959년 2월 바티스타 정권 붕괴, 공산주의 정권 수립, 총리취임
- 1959년 9월 제1차 아바나선언 발표
- 1961년 4월 히론해안에 침공한 반군 격퇴
- 1961년 7월 쿠바사회주의 혁명통일당 결성, 제1서기
- 1965년 쿠바사회주의 혁명통일당을 쿠바 공산당으로 개칭
- 1966년 3대륙 인민연대회 개최, 라틴아메리카 인민연대기구 설립
- 1976년 국가평의회 의장 취임
- 2008년 2월 국가평의회 의장 사임
- 2011년 4월 쿠바 공산당 제1서기직 사임
- 2015년 6월 미국과의 국교 정상화 이후 버락 오바마 미국 대통령을 접견
- 2016년 4월 쿠바 공산당 전당대회 참석

## 같이 보기
- 체 게바라
- 라울 카스트로
- 카스트로주의
- 카밀로 시엔푸에고스